# 좁은꼬리흰배쥐
좁은꼬리흰배쥐(Niviventer lepturus)는 쥐과에 속하는 설치류의 일종이다. 인도네시아에서만 발견된다.